# مجموعة NGC 5866
مجموعة NGC 5866 هي مجموعة صغيرة من المجرات موجودة في كوكبة التنين. تم تسمية المجموعة نسبة للمجرة  NGC 5866، ألمع مجرة في المجموعة، على الرغم من أن بعض فهارس التجمعات المجرية تسرد NGC 5907 كألمع عضو في المجموعة.

## الأعضاء
يسرد الجدول أدناه المجرات التي تم تحديدها كأعضاء في المجموعة في فهرس المجرات القريبة (NBG) فهرس مجموعة مجرات ليون وقائمة المجموعات الثلاث تم إنشاؤها من عينة المجرات البصرية القريبة لجوريسين وآخرون.
| الاسم    | النوع    | R.A. (حقبة)    | Dec. (حقبة)  | انزياح أحمر (km/s) | القدر الظاهري |
| -------- | -------- | -------------- | ------------ | ------------------ | ------------- |
| NGC 5866 | S0       | 15سا 06د 29.5ث | +55° 45′ 48″ | 672 ± 9            | 10.7          |
| NGC 5879 | SA(rs)bc | 15سا 09د 46.8ث | +57° 00′ 01″ | 772 ± 5            | 12.4          |
| NGC 5907 | SA(s)c   | 15سا 15د 53.8ث | +56° 19′ 44″ | 667 ± 3            | 11.1          |

وتشمل المجرات الأخرى المحتملة كأعضاء في المجموعة (مجرات مدرجة في قائمة مرجع أو اثنتين من قوائم المراجع المذكورة أعلاه) NGC 5866B، NGC 5963، UGC 9776, وUGC 9816.

## وصلة خارجية
- مجموعة إن جي سي 5866 على موقع ويكي سكاي: DSS2, SDSS, GALEX, IRAS, Hydrogen α, X-Ray, Astrophoto, Sky Map, Articles and images